# Colobostruma cerornata
Colobostruma cerornata är en myrart som beskrevs av Brown 1959. Colobostruma cerornata ingår i släktet Colobostruma och familjen myror. Inga underarter finns listade i Catalogue of Life.